# James Franco
James Franco, nascut James Edward Franco (Palo Alto, Califòrnia, 19 d'abril de 1978) és un actor, director de cinema, guionista i escriptor estatunidenc. El seu germà Dave Franco és igualment actor.
Es va donar a conèixer amb la sèrie Freaks and Geeks, la seva actuació de James Dean a James Dean, premiada amb un Globus d'Or, i la de Harry Osborn a la trilogia Spider-Man que el va donar a conèixer al gran públic.
Aconsegueix desmarcar-se dels seus papers habituals amb comèdies de vegades guillades com Ananas Express, on encarna un traficant de droga.

## Biografia
James Edward Franco va néixer el 19 d'abril de 1978 a Palo Alto (Califòrnia). És fill de Betsy, una poetessa, escriptora i redactora en cap, i de Doug Franco. La seva àvia materna, Mitzi Levine Verne, dirigeix el Museu de Belles Arts, una galeria d'art de Cleveland, a Ohio. James ha crescut a Califòrnia amb els seus dos germans, Tom i Dave. Diplomat per la Palo Alto High School el 1996, on ha estat escollit pels seus camarades de classe el de «més bonic somriure».
James Franco entra llavors a la UCLA el 1996, segueix cursos de teatre, després segueix els seus estudis al Robert Carnegie's Layhouse West.
El 1999, interpreta el paper principal de la sèrie Freaks and Geeks, i roda To Serve and Protect per a la televisió, i treballa amb Drew Barrymore a College Attitude. Rep el 2001 un Globus d'Or per a la seva actuació a James Dean'.
Després fa el paper de Harry Osborn, el millor amic del superheroi de Spider-Man (2002), després Spider-Man 2 el 2004 i Spider-Man 3 el 2007.
Encarna el fill rebel de Robert De Niro al polar Père et flic (2002), balla per a la Company de Robert Altman després és dirigit per Nicolas Cage a Sonny.
El 2005, interpreta el jove guerrer anglès de la llegenda medieval Tristany i Isolda.
El 2008, James és la musa del perfum Gucci per Gucci per a home. L'any següent, apareix a Harvey Milk de Gus Van Sant.
El 2010, encarna Aron Ralston a 127 hores de Danny Boyle. La pel·lícula conta la història verdadera d'aquest jove alpinista que es va trobar encallat durant 5 dies en un canyó a Utah.
El 2011, actua a la pel·lícula Rise of the Planet of the Apes en el paper de Will Rodman.
El 27 de febrer 2011, copresenta la 83a cerimònia dels Oscars al costat d'Anne Hathaway. És d'altra banda nominat en la categoria  millor actor  per a la seva actuació a la pel·lícula 127 hores.
El seu germà, Dave Franco, és igualment actor. Té un altre germà anomenat Thomas.
El 2008 James Franco rebé la seva diplomatura d'anglès de primer cicle a UCLA. Es va traslladar a Nova York per anar a la Graduate School de la Universitat de Colúmbia pel MFA Program, així com a la Universitat de Nova York a la prestigiosa Tisch School of Arts.
El 2011 James Franco va a la Universitat privada americana de Yale University, on prepara un doctorat d'anglès.
L'art, i la pintura en particular, són talents que Franco ha desenvolupat durant els seus estudis secundaris, tot freqüentant una escola d'art durant l'estiu: la California State Summer School for the Arts (CSSSA).
Anteriorment, ha dit que la pintura era "la sortida" que necessitava durant els seus estudis secundaris, i que ha estat més «pintor que no pas actor». Del 7 de gener a l'11 de febrer de 2006, els seus quadres han estat exposats públicament per primera vegada a la Glü Gallery Arxivat 2012-05-02 a Wayback Machine. de Los Angeles, a Califòrnia. Franco pot igualment ser vist pintant en una escena de Spider-Man 3.

## Filmografia

### Actor
- 1997: Pacific Blue (sèrie TV): Brian (1 episodi)
- 1998: 1973 de Gail Mancuso (TV): Greg
- 1999: To Serve and Protect de Jean de Segonzac (TV): Matt Carr
- 1999: Profiler (sèrie TV): Stevie (1 episodi)
- 1999: Never Been Kissed de Raja Gosnell: Jason Way
- 1999-2000: Freaks and Geeks (sèrie TV): Daniel
- 2000: If Tomorrow Comes de Gerrit Steenhagen: Devin
- 2000: Whatever It Takes de David Raynr: Chris Campbell
- 2000: At Any Cost de Charles Winkler (TV): Mike
- 2001: Some Body de Henry Barrial: un individu a l'apartament (no surt als crèdits)
- 2001: Mean People Suck: Casey (curt)
- 2001: James Dean de Mark Rydell (TV): James Dean / Narrador
- 2002: Spider-Man de Sam Raimi: Harry Osborn
- 2002: Deuces Wild de Scott Kalvert: Tino
- 2003: The Car Kid (curt)
- 2002: You Always Stalk the Ones You Love de Mark Atienza
- 2002: Mother Ghost de Rich Thorne: Skateboarder
- 2002: Blind Spot de Stephan Woloszczuk: Danny
- 2002: Sonny de Nicolas Cage: Sonny Phillips
- 2002: City by the Sea de Michael Caton-Jones: Joey
- 2003: The Company de Robert Altman: Josh
- 2004: Spider-Man 2 de Sam Raimi: Harry Osborn
- 2005: Fool's Gold de James Franco: Brent
- 2005: The Ape de James Franco: Harry Walker
- 2005: The Great Raid de John Dahl: Capità Prince
- 2006: Tristany i Isolda de Kevin Reynolds: Tristany
- 2006: Annapolis de Justin Lin: Jake Huard
- 2006: Flyboys de Tony Bill: Blaine Rawlings
- 2006: The Wicker Man de Neil LaBute: Tipus al bar #1
- 2006: Grasshopper d'Eric Kmetz: Travis (curt)
- 2006: The Dead Girl de Karen Moncrieff: Derek
- 2007: An American Crime de Tommy O'Haver: Andy
- 2007: Interview de Steve Buscemi: Amic al telèfon (veu)
- 2007: Finishing the Game: The Search for a New Bruce Lee de Justin Lin: Dean Silo
- 2007: Camille de Gregory Mackenzie: Silias
- 2007: Spider-Man 3 de Sam Raimi: New Goblin / Harry Osborn
- 2007: Good Time Max de James Franco: Max
- 2007: Knocked Up de Judd Apatow: Ell mateix
- 2007: In the Valley of Elah de Paul Haggis: Sergent Dan Carnelli
- 2008: The Pineapple Express de David Gordon Green: Saul Silver
- 2008: Nights in Rodanthe de George C. Wolfe:  Mark Flanner (no surt als crèdits)
- 2008: Harvey Milk de Gus Van Sant: Scott Smith
- 2009-2010: General Hospital (sèrie TV): Franco (23 episodis)
- 2010: Date Night de Shawn Levy: Taste
- 2010: Shadows & Lies de Jay Anania: William Vincent
- 2010: Menja, resa, estima de Ryan Murphy: David Piccolo
- 2010: Howl de Rob Epstein i Jeffrey Friedman: Allen Ginsberg
- 2010: Love & Distrust d'Eric Kmetz (V): Travis (Curt: Grasshopper)
- 2010: Your highness de David Gordon Green: Fabulous
- 2011: 127 Hours de Danny Boyle: Aron Ralston
- 2011: The Green Hornet: L'amo de la discoteca (cameo no surt als crèdits)
- 2011: Rise of the Planet of the Apes de Rupert Wyatt: Will Rodman
- 2011: Sal de James Franco: Milton Katselas
- 2011: The Broken Tower de James Franco: Hart Crane
- 2011: Maladies de Carter: James
- 2013: The Iceman, d'Ariel Vromen: Marty Freeman
- 2014: Una decisió perillosa, de Hernik Ruben Genz: Tom Wrigh
- 2016: 11.22.63, (serie Amazon Prime) de James Strong, Frederik E.O. Toye…
- 2017: Why him?: Laird Mayhew
- 2018: The Ballad of Buster Scruggs dels germans Coen

### Director
- 2005: Fool's Gold
- 2005: The Ape
- 2007: Good Time Max
- 2009: Herbert White (curt)
- 2009: The Feast of Stephen (curt)
- 2010: Saturday Night (documental)
- 2010: The Clerk's Tale (curt)
- 2010: Masculinity & Me (curt)
- 2011: The Broken Tower
- 2011: Sal

### Guionista
- 2005: Fool's Gold
- 2005: The Ape
- 2007: Good Time Max
- 2009: Herbert White (curt)
- 2009: The Feast of Stephen (curt)
- 2010: The Clerk's Tale (curt)
- 2010: Masculinity & Me (curt)
- 2011: The Broken Tower
- 2011: Sal

## Premis i nominacions

### Premis
- 2002. Globus d'Or al millor actor en sèrie o telefilm per James Dean
- 2010. Millor curt al Festival Internacional de Cinema de Berlín per The Feast of Stephen

### Nominacions
- 2002. Primetime Emmy al millor actor en sèrie o telefilm per James Dean
- 2009. Globus d'Or al millor actor musical o còmic per Pineapple Express
- 2011. Oscar al millor actor per 127 Hours
- 2011. Globus d'Or al millor actor dramàtic per 127 Hours
- 2011. BAFTA al millor actor per 127 Hours
- 2011. Primetime Emmy al millor programa especial per The 83rd Annual Academy Awards